# V401D
V401D（ブイ よん まる いち ディー）は、三菱電機が開発した、ボーダフォン（現：ソフトバンクモバイル）による第二世代携帯電話端末製品。

## 概要
ボーダフォン向け三菱端末として初の、QVGA液晶とメガピクセルカメラを搭載。スペックはNTTドコモ向けD506iに似ていて、D506i同様に大型高画質背面ディスプレイとレンズカバーを設けている。エッジの効いた側面のデザインは、「刀でそぎ落としたイメージ」というもの。携帯電話用初の米MEMSIC社のサーモ型加速度センサーや側面に指でなぞって操作する光る「コントロールパッド」が搭載された。加速度センサーは写真の縦横や手ブレを検知したり、歩数計やゲームなどに利用できる。「コントロールパッド」は画面のスクロールやカメラのズームなどに使える。加速度センサーはこれ以降の三菱端末ではしばらく採用されなかったが、2007年にドコモ向けのD904iで再び使われた。
ボーダフォンがソフトバンクモバイルになってからは、三菱電機は1機種も導入しないまま、2008年3月3日に携帯電話事業からの撤退を発表したため、この機種がドコモ向け以外では最後の国内向け端末になった。
ちなみに、メタルシルバーとそれ以外の2色ではメインディスプレイのVodafoneのロゴの色が異なる（メタルシルバーは赤色で他の2色は白色）。

## 歴史
- 2004年3月12日 - 電気通信端末機器審査協会（JATE）通過
- 2004年5月10日 - V602SH、V601T、V401SA、V402SHとともにボーダフォンから発表。
- 2004年6月23日 - 発売